# El Paso Natural
El Paso Natural es una organización sin fines de lucro fundada en Suecia por Karl-Henrik Robèrt, un científico dedicado a la investigación del cáncer. El Paso Natural ha sido pionero en la creación de estrategias orientadas a llevar a la sociedad hacia la Sustentabilidad. Después de la publicación del Informe Brundtland en 1987, Robèrt desarrolló un consenso con decenas de científicos prominentes y el Rey de Suecia para posteriormente llegar a una conclusión a la que llamó Sistema del Paso Natural. Dicho sistema especifica cuatro condiciones necesarias para la sustentabilidad del planeta Tierra basadas en las Leyes de la termodinámica.

## Las cuatro condiciones para la Sustentabilidad segúnEl Paso Natural
En una sociedad sustentable, la naturaleza no está sujeta a un incremento sistemático de:
1. concentraciones de sustancias extraídas de la corteza terrestre;
2. concentraciones de sustancias producidas por la sociedad;
3. degradación del medio físico y...
4. condiciones que sistemáticamente reducen la capacidad de las personas de satisfacer sus necesidades.